# Beleuchter
Beleuchter sind bei Film, Fernsehen und Theater sowie im Rahmen von Veranstaltungen für die Einrichtung, Bedienung und Wartung der lichttechnischen Anlagen und Geräte zuständig. Hierzu gehören insbesondere solche Scheinwerfer, mit denen bestimmte Beleuchtungssituationen und Lichtstimmungen erzeugt werden können.

## Beleuchterteam

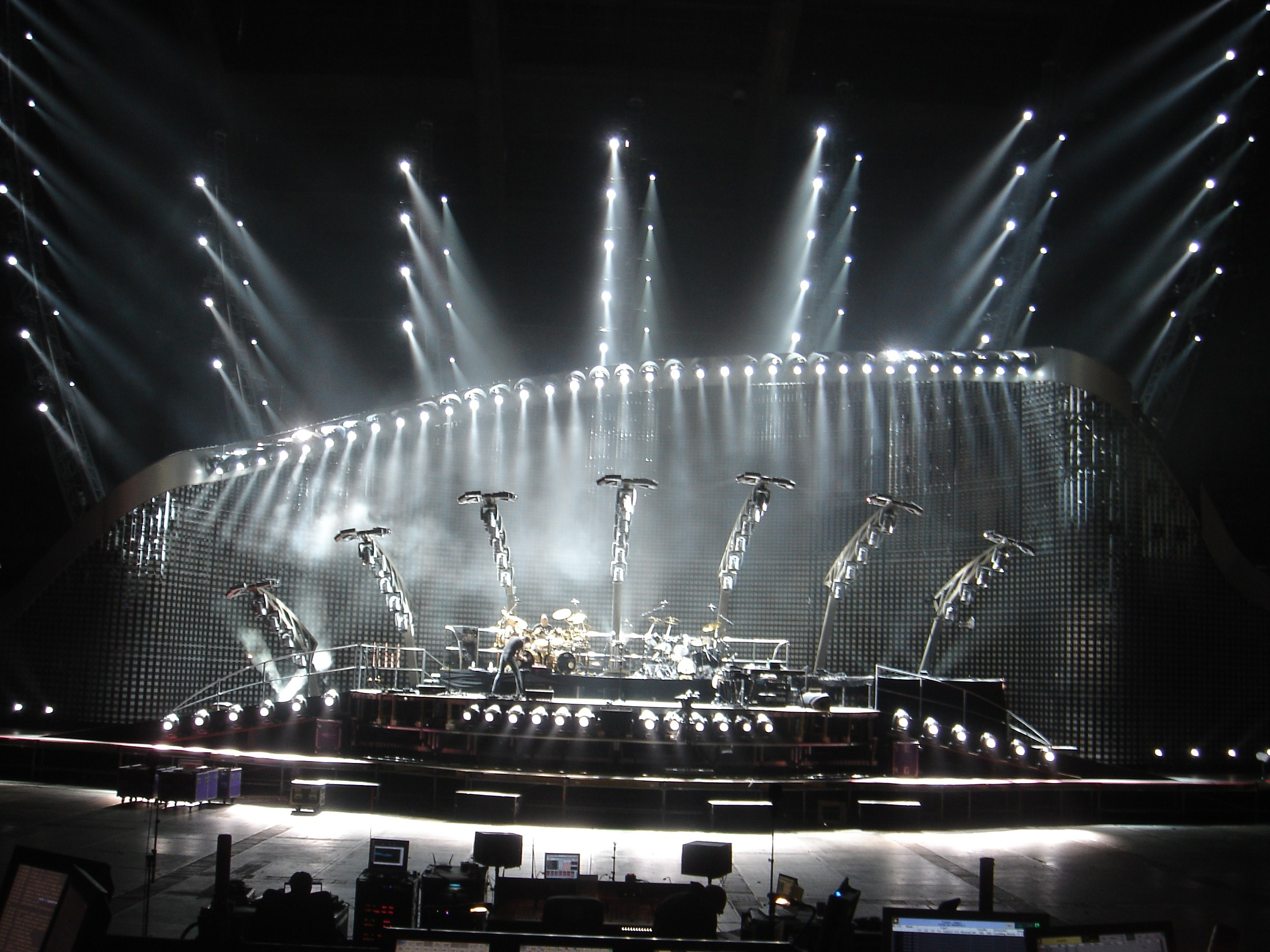
Lichtdesign Genesis-Konzert, 2007

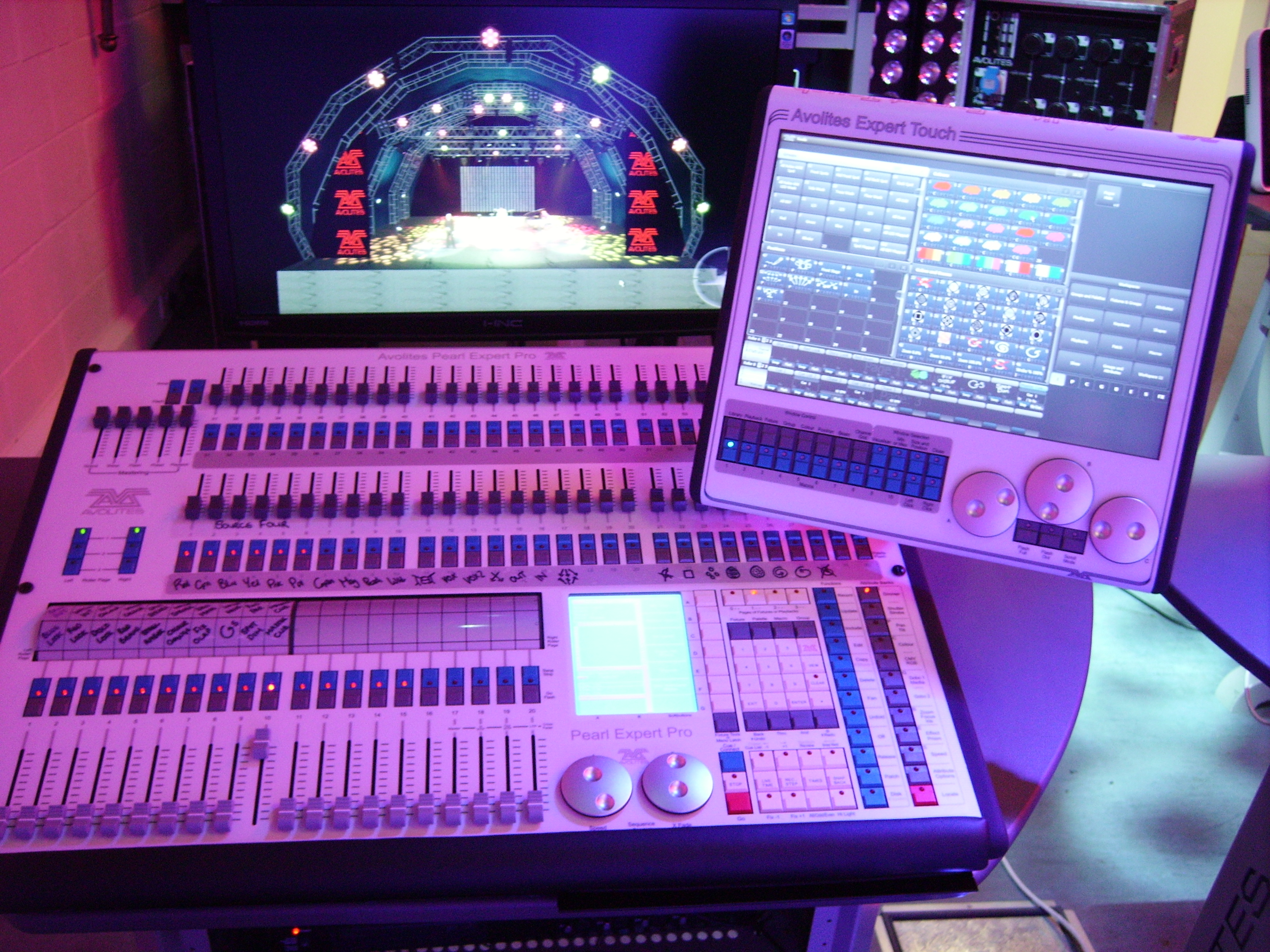
Typischer Arbeitsplatz des Beleuchters während der Show

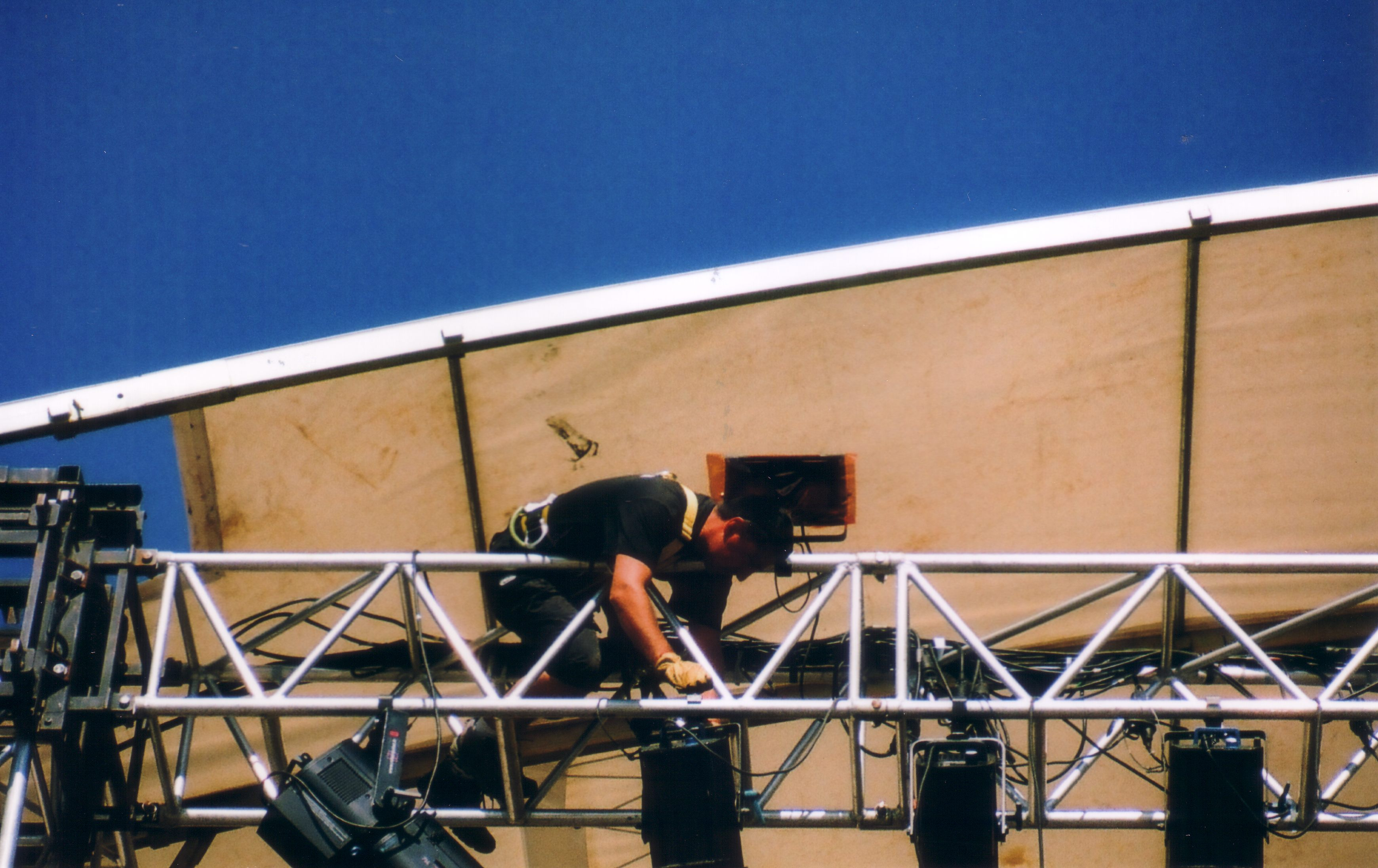
Beleuchter bei der Einrichtung der Scheinwerfer

### Oberbeleuchter
Der Oberbeleuchter (kurz: OB, englisch Lighting Designer oder Gaffer) ist eine sowohl technische als auch kreative Instanz am Set. Bei Film- und Fernsehproduktionen arbeiten Beleuchter eng mit den Kameraleuten zusammen, die für die Lichtgestaltung die künstlerische Verantwortung tragen. Im Regelfall sind ihnen die Oberbeleuchter vorgesetzt. Beim Theater wird diese hierarchische Stufe als Beleuchtungsmeister bezeichnet. Beleuchter sind bei Film, Fernsehen und Theater sowie im Rahmen von Veranstaltungen für die Einrichtung, Bedienung und Wartung der lichttechnischen Anlagen und Geräte zuständig. Hierzu gehören insbesondere solche Scheinwerfer, mit denen bestimmte Beleuchtungssituationen und Lichtstimmungen erzeugt werden können.
In Absprache mit dem Kameramann wird die lichttechnische Zielsetzung für die jeweilige Einstellung festgelegt. Dem Oberbeleuchter obliegt die Umsetzung der lichttechnischen Vorgaben maßgeblich in technischer als auch in kreativer Form. Er bestimmt die Ausleuchtung der einzelnen Szenen in Abhängigkeit von der künstlerischen Freiheit, die er vom jeweiligen Kameramann zugesprochen bekommt. Mittels Belichtungsmesser, Spotmeter und Colormeter stellt der OB sicher, dass die verschiedenen (teilweise natürlichen) Lichtquellen in Abhängigkeit von Helligkeit und Farbtemperatur das liefern, was dem Wunsch des „Looks“ entspricht. Da beim Belichten auf Film viele Ergebnisse erst nach der Entwicklung sichtbar werden, setzt dieser Beruf einiges an Erfahrung voraus. Ein weiteres Werkzeug des Oberbeleuchters ist das Grauglas, mit dem er den Kontrastumfang der jeweiligen Einstellung sowie den Sonnen- und Wolkenstand beurteilen kann. Auch der richtige Umgang hiermit setzt wiederum langjährige Praxis voraus.

### Lichttechniker
Der „erste“ Lichttechniker (englisch Assistant Chief Lighting Technician oder Best Boy) ist der Assistent des Oberbeleuchters und für organisatorische Aufgaben verantwortlich, dazu zählen sowohl die Verwaltung der Materialien als auch die Koordination weiterer Lichttechniker. Bei kleineren Produktionen übernimmt er selbst den Aufbau, die Verkabelung und den Betrieb des lichttechnischen Equipments. Im Gegensatz zum Gaffer ist seine Aufgabe eher als ausführende denn als kreative Tätigkeit zu sehen.
Der Beruf ist in Deutschland seit 1998 ein anerkannter Beruf und kann entweder über (nachgewiesene) Praxiserfahrung oder den Weg als Fachkraft für Veranstaltungstechnik erlernt werden. Zum Nachweis sind erforderlich:
- Vorausgehende, nachgewiesene Tätigkeit für ca. 300 Drehtage, davon 200 Drehtage als Lichtassistent.
- Kenntnisse über die visuelle Wirkung von Licht als dramaturgisches Gestaltungsmittel.
- Grundkenntnisse über Brennweiten und Bildformate.
- Kenntnisse über Wirkungsweise und Handhabung der verschiedenen Beleuchtungsgeräte, Leuchtmittel und lichtverändernde Materialien.
- Kenntnisse über mobile Stromversorgung mit Beleuchtungsgeräten und deren sicheren Umgang.
- Kenntnis und Einhaltung der gesetzlichen Arbeitsschutz- und Unfallverhütungsvorschriften sowie der AZO.
- Fachverantwortung über den sicheren Umgang mit lichttechnischen Geräten und deren Zubehör.

Neuerdings wird der Begriff „Best Boy“ auch generell zur Bezeichnung des ersten Assistenten der Leitung eines Arbeitsbereichs bei den Dreharbeiten verwendet (beispielsweise Best Boy Grip).

### Beleuchter
Die Beleuchter (englisch Electricians oder Grip) stellen Stative auf, befestigen Lampenköpfe, richten sie ein (Position, Ausrichtung, Tore, Fokussierung) und decken ungewollte Lichtflecken mit entsprechenden Abdeckfahnen aus. Als Kunstlicht werden meist Stufenlinsenscheinwerfer oder auch HMI-Tageslichtscheinwerfer ab der Stärke 125 W bis zu 24.000 W verwendet. Dazu gibt es noch eine weite Bandbreite anderer Scheinwerfer, die speziell für den Einsatz an Filmsets gefertigt werden.
Der Beleuchter führt einfache Reparaturen an Vorschaltgeräten und Lampenköpfen durch, z. B. müssen Brenner häufig getauscht werden.
In der Regel sind Film- und Serienproduktionen mit einem Oberbeleuchter, 2–5 Beleuchtern (inkl. Best Boy) und gegebenenfalls einem Praktikanten besetzt. Für besonders aufwendige, meist nachts zu drehende Szenen werden tageweise Zusatzbeleuchter engagiert und Zusatzequipment angemietet.
Die in Deutschland von den Beleuchtern durchzuführenden Arbeiten wie das Stellen von Diffusionsrahmen und Abdeckfahnen, Sicherung der Lampenstative und Riggingarbeiten werden bei internationalen Filmproduktionen zumeist von der Grip-Abteilung übernommen.

### Genny Operator
Der Genny Operator oder ein Mitglied der Beleuchtungscrew hält den Überblick über die benötigte Stromleistung, Verkabelung und Stromlastverteilung. Zur Gewährleistung der Stromversorgung am Set verfügt die Lichtabteilung bei jedem Serien- oder Filmdreh über einen leistungsstarken (in der Regel zwischen 60 und 100 kW), speziell schallgedämpften, fahrbaren Generator (verniedlichte Kurzform) Genny.

## Berufsausbildungen
Zum Beleuchter (und Tontechniker) wird in Deutschland seit 1998 mit dem Beruf Fachkraft für Veranstaltungstechnik eine staatliche Ausbildung angeboten. Früher haben Beleuchter in der Regel zunächst eine Ausbildung in einem Beruf der Elektrotechnik, Elektroinstallation oder Energietechnik absolviert und sich weiterqualifiziert.